# Аул Постумије Албин
Аул Постумије Албин је био римски конзул 99. године п. н. е.

## Биографија
Аул је био унук Спурија Постумија Албина Великог и највероватније син Аула Постумија Албина, пропретора из 110. године п. н. е. Цицерон га помиње као доброг говорника. Аулов усвојени син био је Децим Јуније Брут који ће касније бити један од атентатора на диктатора Цезара. Аул је 99. године вршио функцију конзула заједно са Марком Антонијем Оратором. 